# Brian Shawe-Taylor
Brian Newton Shawe-Taylor (Dublin, Irska, 28. siječnja 1915. – Cheltenham, Engleska, 1. svibnja 1999.) je bio britanski vozač automobilističkih utrka. U Formuli 1 je nastupao na dvije Velike nagrade Velike Britanije 1950. i 1951. Upisao je i 16 nastupa na neprvenstvenim utrkama Formule 1 od 1947. do 1951., a najbolji rezultat je ostvario na utrci Richmond Trophy 1951., kada je u bolidu ERA B, osvojio drugo mjesto. Utrkivanje je prekinuo 1951. nakon sudara s Tonijem Brancom na stazi Goodwood, nakon čega je tjednima bio u komi.

## Vanjske poveznice
- Brian Shawe-Taylor - Stats F1